# Asraf Peerkhan Stadion
Het Asraf Peerkhan Stadion, voorheen Nickerie Voetbal Stadion of NVB-station, is een voetbalstadion in Nieuw-Nickerie, Suriname. Het stadion heeft capaciteit voor 3400 bezoekers. Voetbalclubs die gebruik maken van het stadion zijn SV Santos, SV Prakash en PSV Nickerie.
Het stadion werd officieel geopend op 18 november 1933. Lange tijd heette dit het Nickerie Voetbal Stadion. Het werd ook wel het NVB-stadion genoemd, naar de Nickerie Voetbal Bond (NVB).
In 2005 was er sprake van om het stadion te vernoemen naar de voormalig districtscommissaris Rashied Doekhi. Een naamsverandering ging definitief door, toen het in december 2017 de naam Asraf Peerkhan Stadion kreeg. Peerkhan (geboren circa 1946) was op dat moment 42 jaar vrijwilliger voor het stadion en sinds 1994 betrokken als voorzitter. De voetbalverenigingen en andere betrokkenen wilden hem deze erkenning nog tijdens zijn actieve periode geven.
Op 16 maart 2019 werd in dit stadion voor het eerst een interland buiten Paramaribo gespeeld. Hierin won het Surinaamse elftal met 3-1 tegen het Guyaanse elftal.